# Akira Schmid
Akira Schmid (* 12. května 2000, Bern) je švýcarský hokejový brankář hrající za tým New Jersey Devils v NHL. Ve vstupním draftu 2018 si jej jako 136. celkově v 5. kole vybral tým New Jersey Devils.

## Kariéra
Schmid hrál většinu svého mládežnického a juniorského hokeje v systému SCL Tigers. Na konci sezóny 2017/18 byl vybrán v pátém kole draftu 2018, během níž byl několikrát zapůjčen ze svého juniorského týmu do profesionálních týmů v rámci Švýcarska. Na začátku sezóny 2018/19 se přesunul do Severní Ameriky, kde odehrál tři sezóny v United States Hockey League (USHL) za týmy Omaha Lancers a Sioux City Musketeers.
17. května 2021 podepsal Schmid tříletou vstupní smlouvu s týmem New Jersey Devils. Svůj debut v NHL si odbyl 11. prosince 2021 při prohře 4:2 s New York Islanders. Svým debutem u Devils se Schmid zapsal do historie jako první brankář, která debutoval v NHL přímo z USHL.
V sezóně 2022/23, 10. listopadu 2022, Schmid získal své první vítězství v kariéře v NHL s Devils při vítězství 4:3 v prodloužení proti Ottawě Senators. 25. února 2023, Schmid zaznamenal svůj první shutout (čisté konto) v NHL při vítězství Devils 7:0 nad Philadelphií Flyers.
29. června 2024, během draftu NHL 2024, byli Schmid a Alexander Holtz vyměněni do Vegas Golden Knights za Paula Cottera a volbu ve třetím kole draftu v roce 2025. Jako omezený volný hráč nedostal Schmid od Vegas kvalifikační nabídku, a tak se o dva dny později stal neomezeně volným hráčem; nakonec však 3. července podepsal s Vegas dvouletou smlouvu.

## Reprezentace
Se švýcarskou reprezentací získal stříbro na mistrovství světa 2024.

## Ocenění a úspěchy
- 2019 USHL – Nejúspěšnější brankář
- 2019 USHL – Třetí All-Star Tým
- 2021 USHL – Nejnižší průměr inkasovaných branek
- 2021 USHL – Nejúspěšnější brankář
- 2021 USHL – První All-Star Tým
- 2021 USHL – Brankář roku

## Prvenství
- Debut v NHL - 11. prosince 2021 (New York Islanders proti New Jersey Devils)
- První inkasovaný gól v NHL - 11. prosince 2021 (New York Islanders proti New Jersey Devils, kanadským obráncem Noah Dobson)
- První čisté konto v NHL - 25. února 2023 (New Jersey Devils proti Philadelphia Flyers)

## Statistiky

### Klubové statistiky
| 2016/17     | SCL Tigers             | Elite Jr. A | 2  | 1  | 1  | 121  | 8  | 0 | —    | 3.97 | — | — | — | —   | —  | — | —    | —    |
| 2017/18     | SCL Tigers             | Elite Jr. A | 32 | 18 | 9  | 1867 | 81 | 2 | —    | 2.60 | 4 | 2 | 2 | 238 | 12 | 0 | —    | 3.02 |
| 2017/18     | EHC Thun               | MSL         | 4  | 3  | 1  | 244  | 9  | 0 | —    | 2.21 | — | — | — | —   | —  | — | —    | —    |
| 2018/19     | Lethbridge Hurricanes  | WHL         | 1  | 0  | 1  | 57   | 7  | 0 | 74.1 | 7.43 | — | — | — | —   | —  | — | —    | —    |
| 2018/19     | Corpus Christi IceRays | NAHL        | 2  | 2  | 0  | 120  | 3  | 0 | 94.8 | 1.50 | — | — | — | —   | —  | — | —    | —    |
| 2018/19     | Omaha Lancers          | USHL        | 37 | 16 | 14 | 2012 | 73 | 2 | 92.6 | 2.18 | — | — | — | —   | —  | — | —    | —    |
| 2019/20     | Omaha Lancers          | USHL        | 6  | 2  | 2  | 359  | 18 | 0 | 89.1 | 3.01 | — | — | — | —   | —  | — | —    | —    |
| 2019/20     | Sioux City Musketeers  | USHL        | 7  | 3  | 4  | 405  | 23 | 1 | 88.8 | 3.41 | — | — | — | —   | —  | — | —    | —    |
| 2020/21     | Sioux City Musketeers  | USHL        | 36 | 22 | 13 | 2147 | 72 | 3 | 92.1 | 2.01 | 4 | 2 | 2 | 237 | 9  | 1 | 92.0 | 2.28 |
| 2021/22     | Utica Comets           | AHL         | 38 | 22 | 8  | 2167 | 94 | 2 | 91.1 | 2.60 | 1 | 0 | 1 | 62  | 4  | 0 | 89.5 | 3.89 |
| 2021/22     | New Jersey Devils      | NHL         | 6  | 0  | 4  | 236  | 19 | 0 | 83.3 | 4.83 | — | — | — | —   | —  | — | —    | —    |
| 2022/23     | Utica Comets           | AHL         | 23 | 11 | 7  | 1349 | 59 | 2 | 90.5 | 2.62 | — | — | — | —   | —  | — | —    | —    |
| 2022/23     | New Jersey Devils      | NHL         | 18 | 9  | 5  | 902  | 32 | 1 | 92.2 | 2.13 | 9 | 4 | 4 | 460 | 18 | 2 | 92.1 | 2.35 |
| 2023/24     | Utica Comets           | AHL         | 23 | 9  | 8  | 1353 | 69 | 1 | 89.4 | 3.06 | — | — | — | —   | —  | — | —    | —    |
| 2023/24     | New Jersey Devils      | NHL         | 19 | 5  | 9  | 915  | 48 | 0 | 89.5 | 3.15 | — | — | — | —   | —  | — | —    | —    |
| NHL celkově | NHL celkově            | NHL celkově | 43 | 14 | 18 | 2052 | 99 | 1 | 89.9 | 2.90 | 9 | 4 | 4 | 460 | 18 | 2 | 92.1 | 2.35 |

## Reprezentace
| Rok                       | Tým                       | Soutěž                    |    | Z | V | P   | Čas | OG | ČK   | Úsp% | POG |
| ------------------------- | ------------------------- | ------------------------- | -- | - | - | --- | --- | -- | ---- | ---- | --- |
| 2017                      | Švýcarsko 18              | MS-18                     | 3  | 0 | 3 | 153 | 9   | 0  | 90.2 | 3.52 |     |
| 2017                      | Švýcarsko 18              | MIH-18                    | 3  | 1 | 2 | 153 | 5   | 0  | 93.0 | 1.96 |     |
| 2018                      | Švýcarsko 18              | MS-18                     | 2  | 0 | 2 | 120 | 13  | 0  | 86.5 | 6.50 |     |
| 2019                      | Švýcarsko 20              | MS-20                     | 3  | 0 | 2 | 170 | 12  | 0  | 87.8 | 4.23 |     |
| 2024                      | Švýcarsko                 | MS                        | 3  | 3 | 0 | 139 | 2   | 1  | 94.6 | 0.86 |     |
| Juniorská kariéra celkově | Juniorská kariéra celkově | Juniorská kariéra celkově | 11 | 1 | 9 | 596 | 39  | 0  | 89.2 | 3.92 |     |